# Carlos Ramírez Sandoval
Carlos Ramírez Sandoval (Morelia, Michoacán; 4 de noviembre de 1939 - 29 de enero de 2016), fue un museólogo, curador, escritor, profesor mexicano. 

## Trayectoria
Estudió en la Universidad Nacional Autónoma de México (UNAM) y en la "Academia San Carlos" (hoy "Escuela Nacional de Artes Plásticas"). Luego obtiene su Ph.D de la Universidad de París. Ha sido parte de la movida cultural de su país desde los 1960s como museógrafo, curador, administrador, maestro, escritor y comunicador.
Sus mayores proyectos incluyen la instalación de las primeras galerías de Arte en la Academia de San Carlos, la planificación y museografía del Museo de Tecnología de la "Comisión Federal de Electricidad", CFE) de Ciudad de México (siendo además, su primer director), armar el "Coloquio de Invierno" con Víctor Flores Olea, Javier Wimer, y otros; planear el "Espacio Escultórico" en la UNAM, con otros.
Ha dirigido varios Museos y Centros culturales incluyendo la desaparecida "Biblioteca Nacional de Educación", el Museo de Tecnología, y fue el director del Museo Casa de León Trotsky donde participó en su restauración y en su mejora.